# 喜多村直寛
喜多村 直寛（きたむら なおひろ、文化元年（1804年） - 明治9年（1876年）12月9日）は、江戸時代末期の幕府医官。名は直寛、字は子栗、号は龍尾・栲窓（こうそう）など多数、通称は安斎、安正。幕府医学館考証派の重鎮。

## 生涯
代々幕府に仕えた医家・喜多村家の第八代にあたる。寄合医師喜多村槐園の長男で、母は三木正啓の娘で長谷川宣以の姪。栗本鋤雲は実弟である。
天保2年（1831年）父の隠居を受け、家を継ぐ。初めは安積艮斎について学んでいる。天保年中、医学館で講書を務めて褒美を与えられている。嘉永2年（1849年）12月16日法眼に叙せられる。多紀元堅らとともに医学館で指導的な役割を果たした。安政5年（1858年）7月25日、子・安貞に家を譲り隠居。明治9年（1876年）秋に明治政府は直寛が公刊していた『医方類聚』266巻を朝鮮に贈る。この書物は朝鮮ではすでに失われたものであったため、医官の洪顕章などは大いに喜び国宝としたという。同じ年に没し、浅草称福寺に葬る。浅田宗伯(栗園)が墓碑銘を書いた。
直寛は状貌魁偉にして顎下に白髯あり、性質は沈毅寡言、書を講ずる時は言葉を飾らず普段の会話のように諄々と説く、という様子だった。炎農以来、中国で発達した医学は聖人の道とともに進んできたもので備わらないことは一つもなく、西洋医学が新しく発見したかのように見える事実も、すでに漢方では陳腐となった知識に過ぎない、という意見を持っていた。

## 著作・思想
著作には多くの医書のほか、随筆「五月雨草紙」がある。古今の医学書を校訂するが特に『傷寒論』に腐心する。
- 『疏義』
- 『劄記』
- 『彙攷』
- 『攷彙』
- 『六経析義』
- 『柄燭医談』